# Dibenzopyrene
Dibenzopyrene sind eine Gruppe von hochmolekularen polycyclischen aromatischen Kohlenwasserstoffen mit der Summenformel C24H14, die als substituiertes Pyren angesehen werden können. Es gibt fünf Isomere von Dibenzopyren, die sich durch die Anordnung der aromatischen Ringe unterscheiden: Dibenzo[a,e]pyren, Dibenzo[a,h]pyren, Dibenzo[a,i]pyren, Dibenzo[a,l]pyren und Dibenzo[e,l]pyren.

## Vertreter
| Gefahrensymbol |

| Gefahrensymbol |

| Gefahrensymbol |

| Gefahrensymbol | Gefahrensymbol |

| keine GHS-Piktogramme |

## Vorkommen
Hauptquellen von Dibenzopyrenen in der Umwelt sind die Verbrennung von Holz und Kohle, Benzin- und Dieselabgase und Reifen.

## Wirkungen
Dibenzopyrene stehen im Verdacht für Menschen krebserregend zu sein. Das bemerkenswerteste Dibenzopyren-Isomer ist Dibenzo[a,l]pyren. Es ist ein Bestandteil von Tabakrauch und gilt als 30- bis 100-mal krebserregender als Benzo[a]pyren.